# Stefan Einhorn
Stefan Arthur Einhorn, född 26 oktober 1955 i Spånga församling, Stockholms stad, är en svensk läkare, professor och författare. Han är son till Jerzy och Nina Einhorn, samt bror till Lena Einhorn.
Einhorn disputerade 1980 vid Karolinska institutet. Sedan år 1999 är han professor i molekylär onkologi vid Karolinska institutet. 2013 var han en av initiativtagarna till att starta ett centrum med inriktning på social hållbarhet, Center for Social Sustainability (CSS), vid institutet. Han är även överläkare vid Radiumhemmet och ordförande i Karolinska institutets etikråd. Därutöver är han verksam som författare och medlem i Sveriges Författarförbund.
Einhorn var sommarpratare den 25 juni 2002 och gäst i underhållningsprogrammet TV-huset den 20 november 2005. I valrörelsen 2006 åtog han sig att leda den etikkommission som Folkpartiet inrättade efter den inloggningsaffär som partiet var inblandat i. 

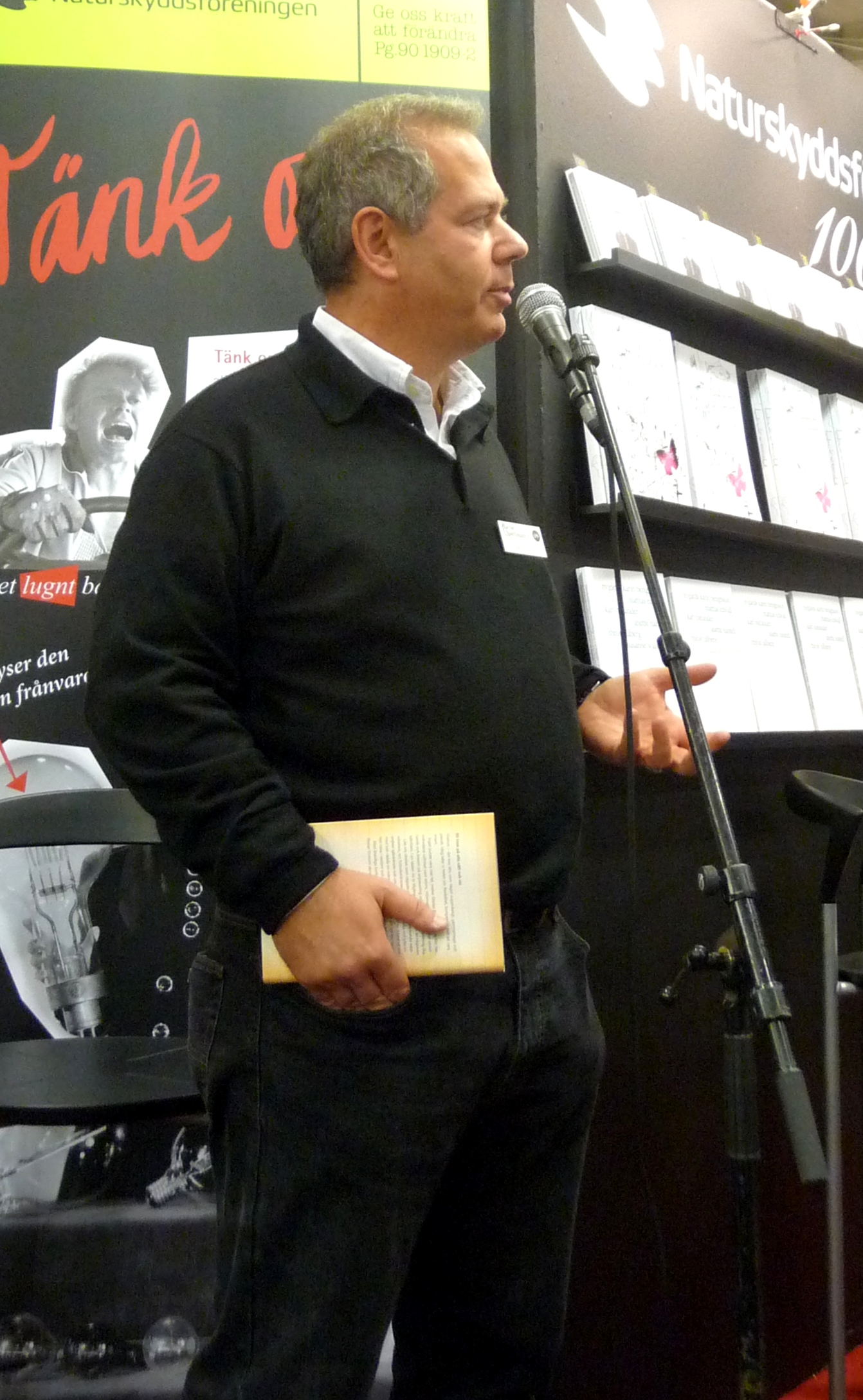
Stefan Einhorn 2009 på Bokmässan i Göteborg.

## Populärvetenskapliga böcker
- 1991 – Hud i sol (med Cecilia Boldeman)
- 1992 – En liten bok om cancer (Cancerfonden)
- 2000 – Ont i kroppen (med Ralph Nisell)

## Övriga böcker
- 1998 – En dold Gud: om religion, vetenskap och att söka Gud
- 2003 – Den sjunde dagen
- 2005 – Konsten att vara snäll
- 2007 – Medmänniskor
- 2009 – Vägar till visdom
- 2011 – Änglarnas svar
- 2013 – Stenträdet (spänningsroman)
- 2014 – De nya dödssynderna: våra mörkaste sidor och hur vi kan hantera dem
- 2016 – Pappan
- 2018 – Konsten att göra skillnad: en liten bok om vårt stora ansvar
- 2020 – Konsten att fördärva sitt liv – eller inte
- 2023 – Tillåt mig tvivla: en bok om åsikter på gott och ont (tillsammans med Folke Tersman)

## Priser och utmärkelser
- Bokhandelns val 2005 för boken "Konsten att vara snäll".
- 2014 blev Stefan Einhorn utnämnd till huvudtalare på Västra Götalandsregionens ST-forum.